# Jomo Fray
Jomo Fray ist ein US-amerikanischer Kameramann.

## Leben
Jomo Fray ist Absolvent der Brown University und machte seinen Masterabschluss als Kameramann an der Tisch School of the Arts der New York University. Im Jahr 2017 wurde er zum Project Involve Cinematography Fellow und im Jahr 2018 zum Ebert Sundance Fellow ernannt. Ebenfalls 2018 erhielt er für seine Arbeit an dem Kurzfilm Emergency einen Special Jury Award beim Sundance Film Festival sowie den Grand Jury Award beim South by Southwest Film Festival.
Nachdem Fray an diesem und anderen Kurzfilmen als Kameramann beteiligt war, drehte er mit Tayarisha Poe das Filmdrama Selah and the Spades, das im Januar 2019 im Rahmen des Sundance Film Festivals erstmals gezeigt wurde. Hiernach war er für das in der Underground-LGBTQ-Subkultur von New York spielende Filmdrama Port Authority von Danielle Lessovitz, No Future von Andrew Irvine und Mark Smoot, Runner von Marian Mathias und All Dirt Roads Taste of Salt von Raven Jackson tätig. Mit Poe drehte Fray danach auch das Filmdrama The Young Wife, das im März 2023 beim South by Southwest Film Festival seine Premiere feierte.
Im Jahr 2018 wurde Fray vom Filmmaker Magazine als eines der „25 New Faces of Independent Film“ und im Jahr 2022 als einer der „Rising Stars of Cinematography“ des American Cinematographer Magazine vorgestellt. Im Sommer 2024 wurde Fray Mitglied der Academy of Motion Picture Arts and Sciences.

## Filmografie
- 2014: Anonymous (Kurzfilm)
- 2018: Emergency (Kurzfilm)
- 2018: Kylie (Kurzfilm)
- 2018: Nettles (Kurzfilm)
- 2019: Selah and the Spades
- 2019: Port Authority
- 2020: No Future
- 2022: Runner
- 2023: All Dirt Roads Taste of Salt
- 2023: The Young Wife
- 2024: Nickel Boys

## Auszeichnungen
American Society of Cinematographers Award
- 2025: Auszeichnung mit dem Spotlight Award (Nickel Boys)[12]

Astra Film Award
- 2024: Nominierung für die Beste Kamera (Nickel Boys)[13]

Black Reel Award
- 2024: Auszeichnung für die Beste Kamera (All Dirt Roads Taste of Salt)
- 2025: Auszeichnung für die Beste Kamera (Nickel Boys)[14]

Critics’ Choice Movie Award
- 2025: Nominierung für die Beste Kamera (Nickel Boys)

Independent Spirit Award
- 2025: Auszeichnung für die Beste Kamera (Nickel Boys)[15]

London Critics’ Circle Film Award
- 2025: Auszeichnung für die Beste Kameraarbeit (Nickel Boys)[16]

Los Angeles Film Critics Association Award
- 2024: Auszeichnung für die Beste Kamera (Nickel Boys)[17]

National Society of Film Critics Award
- 2025: Auszeichnung für die Beste Kamera (Nickel Boys)[18]

New York Film Critics Circle Award
- 2024: Auszeichnung für die Beste Kamera (Nickel Boys)[19]

Seattle Film Critics Society Award
- 2024: Nominierung für die Beste Kamera (Nickel Boys)[20]